# Upplands runinskrifter 523
Upplands runinskrifter 523 är en nästan cirkelformad sten med runinskrift som var belägen i Hammarby i Länna socken men som såldes till Historiska museet år 1879. Stenen är tillverkad i rödbrun sandsten och den har ett genomborrat hål ungefär i centrum. Dess största diameter är 63 centimeter och den är 5 centimeter tjock. Stenen och en annan rund sten med runinskrift, Upplands runinskrifter 522, såldes till Historiska museet av två upphittare för sammanlagt 10 kronor.

## Inskriften
Inskriften anses vara en nonsensinskrift som saknar språklig betydelse. Ristningens yta är hårt sliten och en del av ristningen är förstörd.